# Liste der Monuments historiques in Vaudrecourt
Die Liste der Monuments historiques in Vaudrecourt führt die Monuments historiques in der französischen Gemeinde Vaudrecourt auf.

## Liste der Objekte
| Bezeichnung                   | Beschreibung                          | Standort                        | Kennzeichnung | Schutzstatus | Datum | Bild |
| ----------------------------- | ------------------------------------- | ------------------------------- | ------------- | ------------ | ----- | ---- |
| Skulptur Unterweisung Mariens | Holz, farbig gefasst, 19. Jahrhundert | in der Kirche St-Hilaire (Lage) | PM52001899    | Inscrit      | 1978  |      |